# Операција Крсташ
Операција Крсташ (енгл. Operation Crusader) била је операција британске војске током Другог светског рата у новембру и децембру 1941. године, како би се источна Киренајка ослободила немачких и италијанских снага и разбила опсада Тобрука. Осма армија спровела је операцију Крсташ (18. новембар – 30. децембар), да ослободи Тобрук и заузме источну Киренајку. Осма армија је планирала да уништи оклопне снаге Осовине пре пешадијског напада, али је потиснута више пута, што је кулминирало поразом 7. оклопне дивизије од Афричког корпуса код Сиди Резега. Ромел је наредио оклопним дивизијама да ослободе положаје Осовине на граници са Египтом, али није успео да пронађе главнину савезничке пешадије, која је мимоишла утврђења и ишла на Тобрук. Ромел је повукао своје оклопне јединице са границе према Тобруку и постигао више тактичких победа, што је навело Окинлека да замени Канингема генералом Нилом Ричијем. (енг. Neil Ritchie). Снаге Осовине су се затим повукле западно од Тобрука од утврђене линије код Газале, а затим назад до Ел Агајле; посаде Осовине у Бардији и Солуму су се предале.

## Позадина

### Немачка операција Сунцокрет
Почетком 1941, након великих британских победа над италијанском 10. армијом у операцији Компас, војна ситуација се брзо преокренула. Најбоље опремљене јединице из 13. корпуса отишле су у Грчку као део Операције Лустре у бици за Грчку. Адолф Хитлер одговорио је на италијанску пропаст Директивом 22 (11. јануара 1941) наређујући Операцију Сунцокрет (нем. Unternehmen Sonnenblume), пребацивање немачког Афричког корпуса (нем. Afrika Korps) (АК) у Либију, као запречни одред (нем. Sperrverband). АК имао је свеже трупе са бољим тенковима, опремом и ваздушном подршком, и водио га је генерал Ервин Ромел, који је постигао велике победе у бици за Француску.
Снаге Осовине су, на препад, брзо потукле Британце код Ел Агајле 24. марта и код Мерса ел Брега 31. марта, искористивши тај успех да до 15. априла потисну Британце до границе код Солума и опседну Тобрук. Нови заповедник 13. корпуса (сада Каманда за Киренајку) генерал Филип Неме (Philip Neame), О'Ќонор и генерал Мајкл Гамбијер-Пери (Michael Gambier-Parry), заповедник 2. оклопне дивизије, заробљени су. Команду је преузео штаб Западно-пустињског Одреда под генералом Ноел Бересфорд-Пирсом (Noel Beresford-Peirse), који је позван из Источне Африке. Осим бригадне групе која је упућена у Грчку, 2. оклопна дивизија била је уништена. Покушаји Осовине да заузму Тобрук пропали су, и фронт се стабилизовао на граници Египта.

### Опсада Тобрука
Тобрук је бранило око 25.000 војника Осме армије, добро снабдевених и повезаних са Египтом британском морнарицом. Посада је имала оклопна кола и заробљене италијанске тенкове, који су ометали ковоје Осовине који су пролазили Тобрук на путу до границе, што је онемогућавало напад Осовине на Египат. Ромел је одмах покушао да заузме луку, али се 9. аустралијска дивизија (генерал Лесли Морсхед), одлучно бранила. Италијани су оклевали да предају планове утврђења и више напада је одбијено. Након 3 недеље Ромел је обуставио напад и предузео опсаду. Италијанске пешадијске дивизије заузеле су положаје око тврђаве, док је већина Афричког корпуса остала у покретној резерви јужно и источно од луке.
Врховна команда Вермахта упутила је генерала Фридриха Паулуса у Африку да истражи ситуацију. Дана 12. маја, генерал Паулус је након посматрања једног од неуспелих покушаја Ромела да нападне Тобрук, послао извештај ОКВ-у у коме је Ромелова позиција описана као слаба, са критичним несташицама горива и муниције. Са Операцијом Барбароса за месец дана, фелдмаршал Валтер фон Браухич, врховни командант Немачке армије, наредио је Ромелу да не напредује даље, и да не напада Тобрук поново.

### Операција Бревити
Преко Ултра пресретнутих порука, Британци су такође примили извештај Паулуса и Черчил, верујући да ће један снажни притисак одбацити немачке снаге, почео је притисак на генерала Вејвела да нападне. Вејвел је брзо припремио Операцију Бревити, ограничену операцију с намером да заузме Солум, пролаз Халфаја и тврђаву Капуцо, а затим настави напредовање према Сиди Азизу и Тобруку докле год снабдевање дозволи, а да не ризикују уложене снаге; његов циљ био је уништити што више опреме Осовине и обезбедити положај за већу операцију Бојна секира, која ће бити покренута када нови тенкови пристигну. Бревити је почео 15. маја, и пролаз Халфаја и тврђава Капуцо су заузети, али су изгубљени сутрадан у противнападу Осовине, и операција се званично окончала 17. маја, а освојен је само пролаз Халфаја. Пролаз је преотео мали немачки одред 27. маја, у Операцији Шкорпион.

### Операција Бојна Секира
Операција Бојна Секира, 15–17. јуна 1941, требало је да разбије опсаду Тобрука и поново заузме источну Киренајку. Напад је поверен 7. оклопној дивизији и мешовитом пешадијском одреду, чија је основа била 4. индијска дивизија са две бригаде. Пешадија је имала да нападне област Бардије, Солума, Халфаје и Капуца, док су тенкови чували јужни бок. Први пут у рату, велика немачка јединица борила се дефанзивно. Напад на пролаз Халфаја није успео, кота 206 је освојена и само један од 3 напада на гребен Хафид имао је неког успеха. 16. јуна, немачки противнапад потиснуо је Британце на западном боку, док је одбијен на центру, али Британцима је остало само 21 брзи и 17 пешадијских тенкова. Увече 16. јуна, остало је само 48 британских тенкова способних за борбу.
Дана 17. јуна, Британци су за длаку избегли окружење од два немачка оклопна пука и окончали су операцију. Упркос Британском расипању снага, Немци нису успели да претворе успешну одбрану у одлучујућу победу. Обавештајна служба је добавила податке о британским покретима, али је РАФ опазио немачке покрете и успорио их довољно да омогући копненим снагама да се извуку. Британци су изгубили 969 људи, 27 брзих и 64 пешадијска тенка су уништена, избачена из строја због кварова или остављена, а РАФ је изгубио 36 авиона. Немци су изгубили 678 људи, 12 тенкова и 10 авиона(италијански губици нису познати). Британски пораз довео је до смене генерала Вејвела, генерала Бересфорд-Пирса (команданта 13. корпуса) и Креаха, заповедника 7. оклопне дивизије; генерал Клод Окинлек преузео је дужност врховног команданта за Средњи исток. У септембру, Западно-пустињски одред преименован је у Осму Армију.

## Увод

### Осма армија
Након тешких губитака у операцији Бојна Секира, главокомандујући генерал Арчибалд Вејвел је замењен генералом Клодом Окинлеком, а Војска Западне пустиње (енг. Western Desert Force) преименована је у Осму армију, под командом генерала Алана Канингема, кога је касније заменио Нил Ричи. Осма армија састојала се од два корпуса: 30. корпуса (генерал Вилоуби Нори) и 13. корпуса (генерал Рид Годвин-Остин). 
1. корпус чиниле су 7. оклопна дивизија (генерал Виљем Гот), непотпуна 1. јужноафричка пешадијска дивизија са две суданске бригаде (генерал Џорџ Бинк) и самостална 22. гардијска бригада. 13. корпус чиниле су 4. индијска пешадијска дивизија (генерал Франк Месерви), новопристигла 2. новозеландска дивизија (генерал Бернард Фрајберг) и 1. армијска тенковска бригада.

Осма армија такође је обухватала и посаду у Тобруку (генерал Роналд Скоби), са 132. армијском тенковском бригадом и 9. аустралијском дивизијом, коју је крајем 1941. сменила британска 70. пешадијска дивизија и Пољска Карпатска бригада (генерал Станислав Копањски). 
У резерви, Осма армија имала је 2. јужноафричку пешадијску дивизију; укупно око 7 дивизија са око 770 тенкова (многи од њих нови Крусејдер тенкови, по којима је операција добила име, и нови амерички лаки тенкови М3 Стјуарт). Ваздушну подршку пружало је 724 борбена авиона из Западне пустиње и са Малте.

### Афричка оклопна група
Против њих били су немачки и италијански војници Афричке оклопне групе, под командом генерала Ервина Ромела, са Афричким корпусом (генерал Лудвиг Крувел) који се састојао од 15. и 21. оклопне (Панцер) дивизије (укупно 260 тенкова), 90. лаке пешадијске дивизије и италијанске 55. пешадијске дивизије Савона.
Под италијанском командом (генерал Еторе Бастико) били су италијански 20. и 21. корпус. 20. корпус (генерал Гастоне Гамбара) имао је 132. оклопну дивизију Ариете са 146 средњих тенкова М 13/40, и 101. моторизовану дивизију Трст. 21. корпус (генерал Енеја Наварини) имао је 102. моторизовану дивизију Тренто и 3 пешадијске дивизије (17. Павија, 27. Бреша и 25. Болоња).
Снаге Осовине изградиле су одбрамбену линију дуж гребена од мора код Солума и Бардије и даље дуж границе до тврђаве Капуцо. Делови 21. Панцер и дивизије Савона посели су одбрамбене положаје, док је Ромел држао остатак снага на окупу близу Тобрука, где је одложио напад планиран за 14. новембар због недостатка залиха. Ваздушна подршка Осовине састојала се од око 120 немачких и 200 италијанских исправних авиона, који су се лако могли појачати из Грчке и Италије.

### Снабдевање Осовине
Снабдевање Осовине из Европе у Либију ишло је преко лука, и након Операције Компас (децембар 1940. - фебруар 1941. године), остао је само Триполи, са максималним капацитетом од четири брода за превоз трупа или пет теретних бродова одједном, око 45.000 тона месечно . Од Триполија до Бенгазија било је 970 km дуж обалног пута, само на пола пута до Александрије. Пут су квариле поплаве, био је осетљив на британску авијацију (Desert Air Force-ДАФ), и алтернативне пустињске стазе повећавале су хабање возила. Напредовање Осовине од 480 km до египатске границе почетком 1941. повећало је удаљеност за путни транспорт на 1.800 km. Бенгази је заузет у априлу, али приобални бродови могли су носити само 15.000 тона, а лука је била у домету ДАФ-а. Тобрук би могао да прихвати око 1.500 тона дневно, али недостатак бродских пошиљки учинио је његово освајање ирелевантним.
Немачкој моторизованој дивизији је било потребно 350 тона дневно, а њихово покретање 480 km захтевало је 1.170 камиона од 2 тоне. Са седам дивизија Осовине, ваздухопловним и поморским јединица, било је потребно 70.000 тона робе месечно. Виши се сложио са коришћењем Бизерте за испоруку залиха, али никакве залихе Осовине нису стигле до краја 1942. године. Од фебруара до маја 1941. године испоручен је вишак од 45.000 тона; напади са Малте имали су неки ефекат, али у мају, најгорем месецу за губитке бродова, 91% залиха је стигло. Недостатак транспорта у Либији, оставио је немачке залихе у Триполију, а Италијани су имали само 7.000 камиона за снабдевање својих 225.000 људи. Рекордна количина залиха стигла је у јуну, али на фронту се несташица погоршала.
Било је мање напада Осовине на Малту од јуна, а потапања су порасла са 19% у јулу на 25% у септембру, када је Бенгази бомбардован и бродови преусмерени у Триполи; снабдевање ваздушним путем у октобру било је незнатно. Испоруке у просеку су износиле 72.000 тона месечно од јула до октобра, али је потрошња 30-50% залиха горива на друмски транспорт и неупотребљивост 35% камиона смањила испоруке на фронт. У новембру је конвој од пет бродова потопљен током операције Крсташ, а копнени напади на конвоје на путевима су зауставили путовања по дану. Недостатак залиха и офанзива Осме армије изазвали су повлачење до Ел Агајле од 4. децембра, закрчивши Виа Балбиа, где су британске заседе уништиле око половине преосталог транспорта Осовине.
Конвоји у Триполи су настављени, а губици су порасли, али до 16. децембра ситуација снабдевања је олакшана, изузев недостатка горива, а у децембру је Луфтвафе био ограничен на један лет дневно. Вишијевска Француска продала је 3.600 тона горива, подморнице су упућене у Медитеран, а у децембру су из Русије упућена ваздушна појачања. Италијанска морнарица је користила ратне бродове за пренос горива за Дерну и Бенгази и учинила максималне напоре од 16. до 17. децембра. Четири бојна брода, три лаке крстарице и 20 разарача пратили су четири брода до Либије. Коришћење армаде за 20.000 тона теретних бродова, исцрпљивало је резерву морнаричког горива и само још један конвој бојних бродова био је могућ. Бизерта у Тунису је била ангажована као складиште, али она је била у домету авиона РАФ-а са Малте и била је још 800 km даље на запад од Триполија.

### Британски план
План је био да се тенкови Афричког корпуса нападну и униште 7. оклопном дивизијом; за то време, на десном крилу, лако наоружани 13. корпус уз подршку 4. оклопне бригаде (издвојене из 7. оклопне дивизије) извео би обухватно напредовање западно од Сиди Омара до Бардије на обали и угрозио позадину одбрамбене линије Осовине (од Сиди Омара до мора код Халфаје), док би 30. корпус наставио северозападно до Тобрука и повезао се са испадом 70. пешадијске дивизије из тврђаве. Заваран потуреним обавештајним подацима, Ромел није био у Африци када је напад почео.

## Операција Крсташ

### 18. новембар
Пре зоре 18. новембра, Осма армија је изнененада напала, напредујући на запад из своје базе у Мерса Матруху и прешавши границу Либије код тврђаве Мадалена, око 50 mi (80 km) јужно од Сиди Омара, наставила је на северозапад. Олуја претходне ноћи омела је савезничке ваздушне нападе на аеродроме Осовине. 7. оклопна бригада напредовала је северозападно према Тобруку, са 22. оклопном бригадом на левом боку. 13. корпус извео је обухватни маневар са 4. оклопном бригадом код Сиди Омара. Првог дана Осма армија није наишла на отпор.

### Прва битка код Бир ел Губија
Ујутро 19. новембра, у Првој бици код Бир ел Губија напредовање 22. оклопне бригаде је задржано од италијанске оклопне дивизије Ариете, са тешким губицима британских тенкова у почетку битке. У центру дивизије, 7. оклопна бригада и 7. помоћна група журиле су напред готово до самог Тобрука и заузеле аеродром Сиди Резег, док се на десном крилу 4. оклопна бригада увече сукобила са 60 тенкова и батеријама ПТ топова од 88 mm из 21. Панцер дивизије.
Дана 20. новембра, 22. оклопна бригада је поново напала дивизију Ариете, а 7. оклопна одбила је пешадијски напад 90. лаке и дивизије Болоња код Сиди Резега. 4. оклопна је поново напала 21. Панцер дивизију, користећи већу брзину Стјуарт тенкова против непријатељских тежих топова.
Осма армија је имала среће, јер је 15. оклопна (Панцер) дивизија послата у Сиди Азиз, где није било британских тенкова, али је 4. оклопна ускоро обавештена да се обе Панцер дивизије спајају. У оригиналном плану битке, Канингем се надао томе, како би довео до изражаја своје бројније тенкове и потукао оклопне снаге Осовине. Али због прикључења 4. оклопне бигаде 13. корпусу, задржавања 22. оклопне са дивизијом Ариете и напредовања 7. оклопне бригаде ка Тобруку, британске оклопне снаге биле су безнадежно раштркане. 22. оклопна је зато узмакла од Ариете и упућена на исток да подржи 4. оклопну бригаду (док пешадија и и артиљерија 1. јужноафричке дивизије буду задржавали Ариете), а 4. оклопна је ослобођена задатка да штити бок 13. корпуса.
Поподне 20. новембра, 4. оклопна бригада је нападнута од 15. Панцер дивизије (21. се привремено повукла због недостатка горива и муниције), изгубивши 40 тенкова, и спала је на 2/3 од својих почетних 164 тенка, а 22. оклопна стигла је у сумрак, прекасно да се укључи. Током ноћи 20. новембра, Ромел је повукао све своје тенкове на северозапад, ради напада на Сиди Резег.

### Тобрук
Дана 21. новембра, испад британске 70. дивизије (3 батаљона пешадије и 4. краљевски тенковски пук са 60 тенкова Матилда) из тврђаве Тобрук изненадио је Ромела, који је потценио величину и оклопне снаге посаде; напад Пољске Карпатске бригаде пре зоре био је диверзија, док је 100 топова из тврђаве испалило 40.000 граната на положаје дивизија Болоња, Бреша и Павија. До поподнева, делови 70. дивизије продрли су око 6 km у италијанске утврђене положаје, дуж главног друма према Ел Дуди, али су застали увидевши да 7. оклопна бригада не долази у помоћ споља. За то време, 4, 7. и 22. оклопна бригада нападнуте су са југоистока масом немачких тенкова (око 200) око Сиди Резега; 7. оклопна спала је на 28 од 160 тенкова, и бранила се од нападача артиљеријом 7. помоћне групе.  22. новембра генерал Скоби је наредио да се положаји 70. дивизије утврде и прошири продор, у нади да ће се Осма армија пробити до њих.
Од 23. до 26. новембра, 70. дивизија је покушавала да се пробије до Сиди Резега, и 27. новембра најзад се повезала са делом 13. корпуса.

### Сиди Резег
Дана 22. новембра, Ромел је напао Сиди Резег са 21. Панцер дивизијом и заузео аеродром; иако са мање тенкова, Немци су комбинованим снагама потисли 7. оклопну дивизију (око 200 тенкова), наневши губитке од око 50 тенкова (углавном из 22. оклопне бригаде). Борбе су настављене током 22. новембра: британски противнапад је пропао, и 7. оклопна дивизија повукла се са само 4 преостала тенка; за четири дана офанзиве Британци су изгубили 530 тенкова према само 100 осовинских.

### Граница
На фронту 13. корпуса, 22. новембра 5. новозеландска бригада напала је североисточно да заузме тврђаву Капуцо на главном друму Солум-Бардија, док је на југу 7. индијска бригада заузела Сиди Омар, најзападнију тачку одбрамбене линије Осовине. 23. новембра, 5. НЗ бригада наставила је да напредује главним друмом од тврђаве Капуцо до Солума, одсекавши одбрамбене положаје Осовине (од Сиди Омара до Солума и Халфаје) од линије снабдевања из Бардије. 6. НЗ бригада упућена је да појача 7. оклопну дивизију код Сиди Резега: у зору 23. новембра бригада је случајно наишла на штаб Афричког корпуса (око 24 km источно од Сиди Резега) и заробила га, заједно са свим залихама Панцер дивизија. Касније истог дана 4. НЗ бригада упућена је на север према Тобруку, док је 5. НЗ дивизија опсела Бардију и положаје Солум-Халфаја.

### Ромелов јуриш на границу
Дана 23. новембра Ромел је окупио своје Панцер дивизије и дивизију Ариете да одсече и уништи остатке 30. корпуса. У окружењу су били остаци 7. оклопне дивизије, 5. јужноафричка бригада и делови новопристигле 6. НЗ бригаде. До краја дана 5. ЈА бригада је уништена, а преостали браниоци пробили су се на југ према Бир ел Губију. Британски губици 19-23. новембра износили су 350 уништених и 150 тешко оштећених тенкова , док је Афрички корпус спао на 40 тенкова способних за борбу, и Ромел је наредио да се ослободе опседнути погранични гарнизони.
Дана 24. новембра Афрички корпус и двизија Ариете кренули су на Сиди Омар, стварајући хаос и разбијајући британске позадинске јединице на свом путу, расцепивши 30. корпус и готово одсецајући 13. корпус. Ромел се надао да ће ослободити Бардију опсаде и угрозити британску позадину довољно да порази Операцију Крсташ. . 25. новембра, 15. Панцер дивизија кренула је на Сиди Азиз, стално нападана од британске авијације, 5. оклопни пук из 21. Панцер дивизије напао је 7. индијску бригаду код Сиди Омара, али је одбијен артиљеријом која је гађала из непосредне близине, спавши на свега неколико тенкова. Остатак 21. Панцер дивизије кренуо је у Халфају.
Дана 26. новембра, 15. Панцер дивизија (53 тенка, готово сви преостали у Афричком корпусу) кренула је у Бардију ради снабдевања, док су 21. Панцер и дивизија Ариете имале да нападну према тврђави Капуцо и споје се.
Два батаљона 5. НЗ бригаде између тврђаве Капуцо и Солума нападнути су од 21. и 15. Панцер дивизије у сутон 26. новембра. У зору 27. новембра, Ромел је у Бардији наредио повратак у Тобрук, где су британска 70. и НЗ дивизија напредовале против италијанских опсадних дивизија.
Ромел је упутио 21. Панцер дивизују назад у Тобрук, а 15. Панцер дивизију да нападне британске снаге које су опседале пограничне положаје Осовине. Генерал Нојман-Силков одлучио је да најпре нападне Сиди Азиз (надајући се британским залихама), пре повратка у Тобрук.  У селу се налазио штаб 5. НЗ бригаде са једном четом и оклопним колима бригаде, уз нешто артиљерије, ПТ и ПВО јединица; Новозеланђани су прегажени у зору 27. новембра и 700 је заробљено, иако су оклопна кола успела да побегну.  
21. Панцер дивизија, враћајући се из Бардије у Тобрук, налетела је на један батаљон 5. НЗ дивизије и принуђена да скрене на југ у Сиди Азиз. 
До поподнева 27. новембра, штаб Осме армије је из пресретнутих порука сазнао да се обе Панцер дивизије са дивизијом Ариете враћају у Тобрук , прекинувши напредовање на исток само 6 km од главне базе и залиха Осме армије. 
За то време, НЗ дивизија напала је делове италијанских дивизија на западу и повратила Сиди Резег, и 27. новембра срела се са 70. дивизијом из Тобрука код Ел Дуде на главном друму.

### 27. новембар
У подне 27. новембра, 15. Панцер дивизија на путу за Тобрук сукобила се са реорганизованом 22. оклопном бригадом (сада са мање од 50 тенкова), док је поподне стигла и 4. оклопна бригада (70 тенкова), а немачки тенкови трпели су и сталне нападе из ваздуха. Увече, британски тенкови су се повукли на југ ради снабдевања, отворивши пут према Тобруку и НЗ дивизији која је држала коридор у Тобрук отвореним.

### Канингем отпуштен
До 27. новембра, ситуација Осме армије се поправила: 30. корпус се реорганизовао након немачког продора, а НЗ дивизија се повезала са гарнизоном Тобрука. Генерал Канингем је хтео да прекине офанзиву, али генерал Окинлек му је дао писана наређења, са реченицом: "… Постоји само једно наређење, Нападај и гони". По повратку у Каиро, 26. новембра, Окинлек је сменио Канингема и на место команданта Осме армије довео свог начелника штаба, генерала Нила Ричија.

### Коридор у Тобрук
26-27. новембра, 70. дивизија уништила је више италијанских бункера на путу до Ед Дуде, и 27. новембра њен 32. краљевски тенковски пук (32. КТП) повезао се са 6. НЗ бригадом, створивши мали мостобран до Тобрука који је потрајао 5 дана.
Иако двоструко слабија у тенковима, и са несташицом горива, 15. Панцер дивизија је 28. новембра потисла британске тенкове на југ и пробила се према западу.
Тешке борбе наставиле су се око коридора у Тобрук током 28. новембра са променљивом срећом. Италијански моторизовани батаљони и тенкови су код Сиди Резега заузели НЗ пољску болницу, заробивши 1.700 рањеника и болничара, и ослободивши 200 немачких заробљеника.
Ујутро 29. новембра, Ромел је упутио 15. Панцер дивизију (21. је била у хаосу након заробљавања команданта) на запад из Сиди Резега, са задатком да нападне Ел Дуду и одсече британске снаге изван Тобрука.

#### Кота 175
То поподне, 21. НЗ батаљон прегажен је од дивизије Ариете на коти 175. Новозеланђани су ухваћени неспремни, заменивши нападаче за појачања из 1. јужноафричке бригаде која је требало да стигне са југозападне стране да би ојачала 13 корпус.
По речима потпуковника Хауарда Кипенбергера,
Око 17:30 проклета италијанска оклопна дивизија (Ариете) се појавила. Прошли су са 5 тенкова напред, 20 позади, и огромном колоном камиона и топова, и прегазили нашу пешадију на коти 175.
 24. и 26. НЗ батаљон прошли су слично код Сиди Резега 30. новембра, а 1. децембра немачки тенкови уништили су 20. НЗ батаљон. Новозеланђани су претрпели тешке губитке: 879 мртвих, 1.699 рањених, 2.042 заробљена.

#### Напад тенкова Осовине
У међувремену, 15. Панцер дивизија стигла је до Ед Дуде, али је наишла на одлучан отпор, и противнапад 32. КТП одбацио је 900 м.  У ноћи 29-30. новембра 2/13. аустралијски пешадијски батаљон, уз подршку 8 Матилди, напао је немачке положаје бајонетима и узео 167 заробљеника (изгубивши само 2 мртва и 7 рањених). Ромел се повукао на југ и поново напао 30. новембра, прегазивши два батаљона 6. НЗ бригаде код Сиди Резега, али је 25. НЗ батаљон одбио напад дивизије Ариете са коте 175. 
Дана 1. децембра у 16:30, 15. Панцер дивизија (примивши залихе) обновила је напад, и италијанска дивизија "Трст" пресекла је коридор према Тобруку. Новозеланђани су се повлачили под борбом, али су успели да се повуку до положаја 30. корпуса, са 3.500 људи и 700 возила.

### Солум
Дана 2. децембра, верујући да је добио битку код Тобрука, Ромел је поново покушао да ослободи опседнуте гарнизоне на граници, упутивши два моторизована батаљона на Бардију, Капуцо и Солум. 3. децембра један батаљон је потучен код Бардије од 5. НЗ бригаде, а други је одбијен од индијског извиђачког пука код Капуца.

### Ед Дуда
Дана 4. децембра Ромел је оновио напад на Ед Дуду, али је одбијен од 70. дивизије; након тога је повукао снаге са источне стране Тобрука, како би се концентрисао против 30. корпуса на југу.

### Друга битка код Бир ел Губија
Дана 3. децембра, генерал Ричи је напао италијанско упориште код Бир ел Губија, око 25 mi (40 km) јужно од Ед Дуде. Два италијанска батаљона (из пука "Млади Фашисти") на врху брда успешно су одбила више напада британских тенкова и индијске пешадије. 5. децембра 11. индијска бригада наставила је напад против коте 174, па су увече Афрички корпус и дивизија Ариете покушали да разбију опсаду, а затим се повукли на запад пред 4. оклопном бригадом (126 тенкова), која је ишла у помоћ.
Искусни командант 15. оклопне дивизије, Нојман-Силков, смртно је рањен 6. децембра увече.

### Линија Газала
Дана 7. децембра 4. оклопна бригада напала је 15. Панцер дивизију, уништивши 11 тенкова. Без довољно залиха, Ромел је одлучио да скрати фронт и линију снабдевања, напустивши положаје код Тобрука и повлачећи се до линије Газала, 16 km у позадини, 8. децембра. Ромел је поставио италијански 10. корпус на обалски крај линије, 21. корпус у унутрашњост, италијански Мобилни корпус на јужни крај линије код Алем Хамзе, док је Афрички корпус био на јужном боку, спреман за противнапад. 
У ноћи 8-9. децембра, снаге Осовине узмакле су од Тобрука и гарнизон је ослобођен након 19 дана битке.
Италијанска дивизија Савона одржала се у опседнутим утврђењима код Солума, Халфаје и Бардије, пуних месец и по дана.
Осма армија напала је линију Газала 13. децембра: док је дивизија "Трст" успешно одбранила Алем Хамзу, један батаљон индијске пешадије заузео је коту 204, неколико миља западно одатле. 14-15. децембра британски напади на целој линији су настављени сутрадан без успеха, док су тенкови Осовине више пута нападали коту 204, прегазивши браниоце касно увече 15. децембра; 5. индијска бригада изгубила је преко 1.000 људи. До 15. децембра Афрички корпус спао је на 8 исправних тенкова, док је Ариете имала око 30. У страху од напада 7. оклопне дивизије, Ромел је наредио напуштање линије Газала у ноћи 15. децембра.

## Последице
У наредних 10 дана Ромелове снаге повукле су се до линије код Аџедабије; скраћујући своје линије снабдевања из Ел Агајле, Ромел је успео да обнови своје оклопне снаге, док се истоввремено линија снабдевања Осме армије све више растезала. 27. децембра у тродневној тенковској бици код Ел Хусије Ромел је поразио 22. оклопну бригаду и натерао претходницу Осме армије да се повуче. То је омогућило санагама Осовине да се повуку на бољи одбрамбени положај код Ел Агајле током прве две недеље јануара 1942.
Међутим, Ромел није успео да ослободи опседнуте италијанско-немачке тврђаве на граници Египта и Либије: посада Бардије од 7.000 људи предала се 2. јануара 1942. Солум је пао 12. јануара, док се тешко утврђени положај око Халфаје предао тек 17. јануара, са 5.000 бранилаца из дивизије Савона.
Дана 21. јануара Ромел је из Ел Агајле покренуо изненадни противнапад: затекавши јединице Осме армије развучене и преморене, Ромел их је потиснуо до линије Газала, где су се утврдили на старим Ромеловим положајима. Наступило је затишје, док су се обе стране опорављале и реорганизовале.
Иако је постигла ограничен успех, Операција Крсташ показала је да Ромелов "Афрички корпус" може бити потучен и представља добру илустрацију динамичне, променљиве борбе која је карактерисала кампању у северној Африци. Џофри Кок (новинар) написао је да је Сиди Резег "заборављена битка" у пустињском рату. Крсташ је "добијен за длаку" од новоосноване Осме армије, али "да смо изгубили, морали бисмо да се боримо код Аламејна шест месеци или годину дана раније, без тенка Шерман ".

### Губици
Британци су изгубили 17.700 људи, у поређењу са 37.400 на страни Осовине, од којих су многи заробљени код Халфаје и Бардије. Тобрук је ослобођен, Киренајка поново освојена и заузети аеродроми за обезбеђење конвоја за снабдевање Малте.